# Brownsweg
Brownsweg è un comune (ressort) del Suriname di 3.871 abitanti.
Il paese  prende il nome dalla strada (weg in olandese) che porta al Brownsberg.
Il paese è stato costruito nel 1964 dopo la costruzione del lago di Brokopondo, gran parte della popolazione è Maroon.